# Enif Angiolini
Enif Angiolini, nota anche come Enif Angiolini-Robert (Prato, 22 ottobre 1886 – Bologna, 16 febbraio 1974), è stata un'attrice teatrale e scrittrice italiana.

## Biografia
Enif Robert Angiolini nasce a Prato nel 1886. All'età di 15 anni frequenta per due anni la Regia scuola di recitazione annessa all'Accademia di Santa Cecilia di Roma, e dove fu allieva di Virginia Marini, fu subito scritturata come attrice drammatica in varie compagnie di prim'ordine, recitando in diversi ruoli con Paolo Colaci e Arturo Falconi. 
Nel 1908 durante una tournée teatrale a Bruxelles conobbe l'attrice Eleonora Duse, dalla quale venne scritturata nella sua compagnia e la invita a recitare nella "Gioconda". Nel corso della collaborazione con la Duse conosce l'attore Alfredo Robert, nome d'arte di Giovanni Bertoncini, che faceva parte della compagnia già dal 1906, e che subito nota la nuova giovane attrice: i due si sposeranno a Firenze nel 1909 ed ebbero una figlia;. Nello stesso anno Enif lascia temporaneamente le scene e inizia a partecipare attivamente al Movimento Futurista, dove si impegnò attivamente come scrittrice, pubblicando due articoli sulla testata «Italia futurista», nonché diversi scritti di stampo polemico anche sulla condizione femminile. Nel 1919 pubblicò con Filippo Tommaso Marinetti il romanzo Un ventre di donna. Romanzo chirurgico..
A partire dal 1921 Enif e Alfredo Robert recitano di nuovo a fianco di Eleonora Duse, della quale divenne amica intima e confidente, quest'ultima, tornata sulle scene, aveva voluto con sé gli attori di un tempo; con la Duse i coniugi Robert partecipano a molte tournée in Italia e in America ed Enif, divenuta nel frattempo sua grandissima amica e confidente personale, le rimane accanto fino alla morte, avvenuta nel 1924 a Pittsburgh. Lo stretto legame di amicizia che si era venuto a creare fra le due donne spinge Enif a organizzare diverse celebrazioni in memoria della grande attrice scomparsa. Nel contempo la Angiolini continua a recitare per alcuni anni nella Compagnia fondata dal marito. 
Ritiratasi dalle scene in maniera definitiva assieme al marito, nel 1956 assieme a questi entrò alla Casa di Riposo degli Artisti Drammatici di Bologna, In questi anni Enif, intellettuale colta e raffinata, continua a scrivere novelle e brevi articoli per riviste, diventa bibliotecaria della Casa stessa e si occupa di organizzare cerimonie ed eventi culturali presso l'istituzione bolognese. Qui muore nel 1974. all'età di 87 anni.

## Archivio
II fondo di Enif Angiolini è conservato presso la sede della Fondazione Casa Lyda Borelli per artisti e operatori dello spettacolo a seguito del decesso dell'attrice ivi avvenuto nel 1974. La stessa Angiolini aveva provveduto a ordinare parzialmente la propria documentazione, tenendo distinta la corrispondenza dalle bozze di scritti e dagli appunti. All'interno del carteggio aveva individuato un fascicolo intestato all'artista e amico Piero Nardi con le lettere da lui ricevute, mentre, per quanto riguarda le bozze, la Angiolini aveva paginato le carte, individuato il titolo dello scritto e, quando presente, la testata dove questo era stato pubblicato. 
Altra documentazione (carteggio, materiale relativo all'attività artistica, fotografie che la ritraggono nella vita privata e sulle scene teatrali) era stata affidata dalla Angiolini allo studioso Luigi Maria Personè, suo biografo e amico, che verosimilmente la trattenne presso di sé anche dopo il decesso dell'attrice. Attualmente infatti tale documentazione si trova all'interno del fondo personale Luigi Maria Personè, non ordinato, conservato presso l'Archivio storico diocesano di Prato.